# Eligius Dekkers
Eligius Dekkers (Antwerpen, 20 juni 1915 - Brugge, 15 december 1998) was abt van de benedictijnse Sint-Pietersabdij van Steenbrugge en onderzoeker en uitgever van de werken van de christelijke kerkvaders.

## Levensloop
Geboren Jan Dekkers, onderging hij tijdens zijn middelbare studies aan het Onze-Lieve-Vrouwecollege in Antwerpen, de invloed van het Algemeen Katholiek Vlaams Studentenverbond (AKVS) waar hij lid van was, en van Ernest Van der Hallen, die er de voorman van was.
Op 9 oktober 1933 trad hij binnen in de abdij van Steenbrugge en op 18 oktober 1934 legde hij zijn kloostergeloften af. Op 23 juli 1939 ontving hij de priesterwijding.
Dekkers volgde cursussen filosofie en theologie, maar hij was voornamelijk autodidact en verkreeg een volwaardige academische vorming door aanhoudende lectuur en studie. Zijn belangstelling voor de liturgie en later voor de kerkvaders werd gewekt door de lectuur van Romano Guardini en Pius Parch en vervolgens door de studie van de geschriften van dom Odo Casel.
In 1944 werd hij docent in de kerkgeschiedenis en patristiek binnen zijn abdij. In 1968 ontving hij de titel van doctor honoris causa aan de Katholieke Universiteit Leuven.

## Abt
Op 18 mei 1967 werd hij gewijd tot vijfde abt van de abdij van Steenbrugge en vijfenvijftigste abt van de abdij van Oudenburg. Hij volgde abt Isidoor Lambrecht op.
Hij nam ontslag in 1981 en werd opgevolgd door dom Anselm Hoste.

## Corpus Christianorum
Het grootste deel van zijn actieve leven besteedde dom Dekkers aan de publicatie, in een kritische en wetenschappelijke editie, van de geschriften van de kerkvaders en latere christelijke theologen, in de reeks die hij de naam Corpus Christianorum gaf. De basisidee hiervoor legde hij in 1947 en in 1949 kon hij aan het werk, met de ondersteuning van de uitgeverij Brepols.
De collectie was oorspronkelijk een herwerkte editie, volgens hedendaagse wetenschappelijke normen, van de Bibliothèque universelle du clergé, die in de negentiende eeuw werd gepubliceerd door priester Jacques-Paul Migne. De eerste reeksen hadden betrekking op Latijnse schrijvers. Vanaf 1976 werden daar Griekse schrijvers aan toegevoegd en vanaf 1981 de apocriefe teksten van het Nieuw Testament. Voor elk van de onderdelen deed Dekkers beroep op de beste specialisten.
In de Latijnse series was het zijn doel alle werken te publiceren die vermeld staan in de Clavis Patrum Latinorum, van Tertullianus tot aan Beda, om vervolgens in de Continuatio Mediaevalis de volledige werken op te nemen van alle belangrijke middeleeuwse auteurs, met onder meer Paschasius Radbertus, Pierre Abelard, Hildegard von Bingen, Guillaume de St Thierry, Hugo von Sankt Victor en de "Hermes Latinus".
De verschillende series breidden zich verder uit met lexicografische werken en studies over individuele auteurs.
Het werk van Dekkers kreeg internationale erkenning. Hij werd er voor met prijzen gehonoreerd en werd ook corresponderend lid van de British Academy. Hij zetelde in de redactie- of adviesraad van verschillende wetenschappelijke tijdschriften. 
Na zijn dood werd de mammoetonderneming, die toen al circa 300 boekdelen telde, verdergezet. Dekkers had er op toegezien dat zijn abdij en de uitgever Brepols voor de nodige continuïteit zouden zorgen. De activiteiten werden overgenomen door Brepols. De dagelijkse leiding bleef bij Roel Van der Plaetse, terwijl prof. Fernand Bossier een academische raad van toezicht voorzat. Voor elk van de onderdelen van de onderneming werd samengewerkt met gespecialiseerde instellingen, faculteiten of geleerden.
Dom Dekkers stichtte in 1960 en bestuurde het tijdschrift Sacris Erudiri, een jaarboek gewijd aan godsdienstwetenschappen. Ter gelegenheid van zijn zestigste verjaardag publiceerden zijn vrienden en collega's een bijzonder nummer van het tijdschrift onder de titel Corona Gratiarum. Miscellanea Patristica, Historica et Liturgica Eligio Dekkers O.S.B. XII Lustra Complementi Oblata. De twee volumes (376 en 404 blz.) verschenen in 1975 bij Martinus Nijhoff Den Haag en Sint-Pietersabdij Brugge en bevatten veertig studies door specialisten geschreven over de in de titel aangekondigde onderwerpen. In tegenstelling tot wat meestal in huldeboeken of 'libri amicorum' voorkomt, bevatte het werk geen biografie noch bibliografie van de gevierde monnik.

## Jozef Lootensfonds
In 1968 werd Dekkers voorzitter van de vzw Jozef Lootensfonds dat tot doel heeft Cyriel Verschaeve en tijdgenoten te bestuderen. 
Onder zijn leiding werden zeven colloquia georganiseerd en werd het tijdschrift Verschaeviana gepubliceerd. Van een oorspronkelijk eerder vergoelijkende en hagiografische benadering deed hij de vereniging evolueren tot een strikt wetenschappelijke studiegroep, waarbij de minder aangename aspecten van Verschaeve niet werden uit de weg gegaan. Zo werden zijn oorlogsactiviteiten, die leidden tot zijn terdoodveroordeling, zonder meer in hun volle oncomfortabele exactheid weergegeven.

## Algemeen Katholiek Vlaams Studentenverbond
In 1979 behoorde Dekkers tot de groep van nostalgische oud-AKVS'ers, die een stuurgroep oprichtten en een tijdschrift uitgaven onder de naam AKVS-schriften.

## Publicaties

### Vlaamse Beweging
- Dom Modestus Van Assche, 1891-1945, 1948
- In memoriam Ernest Van der Hallen, in: Vive le Gueux, 1948
- Herinneringen aan Walter Bouchery, in: Het Pennoen, 1961
- In memoriam Dom Amandus Dumon, in: Verschaeviana, 1977
- In memoriam Martha Van de Walle, in: Verschaeviana, 1980
- Verschaeves vroomheid, in: Verschaeviana, 1985
- Ernest Van der Hallen, in: AKVS-schriften, 1991

### Wetenschappelijke werken
- De bibliotheek van St. Rikiers in de middeleeuwen, 7-12de eeuw, in: De Gulden Passer, 1942
- Inleiding tot de liturgiek, Antwerpen, Standaard, 1942
- De Humilitate. Een bijdrage tot de geschiedenis van het begrip 'Humilitas', in: Horae Monasticae, Tielt, 1946
- Sint Arnoud en Robrecht de Fries te Rijsel, 1947
- Tertullianus en de geschiedenis der liturgie, De Kinkhoren, Brugge, 1947
- Clavis Patrum Latinorum: qua in novum Corpus christianorum edendum optimasque scriptorum recensiones a Tertulliano ad Bedam commode recludit
  - eerste uitgave, Sint-Pietersabdij, Steenbrugge, 1951
  - tweede verbeterde uitgave, Sint-Pietersabdij Steenbrugge, Sacris Erudiri, 1961
  - derde verbeterde en vermeerde uitgave, Uitg. Brepols, Corpus Christianorum, 1995
- La bibliothèque de Saint-Riquier au Moyen-Age, 7e-12e siècle, in:  Bulletin des Antiquaires de Picardie, 1956
- Kamiel Aloïs Callewaert, in: Nationaal Biografisch Woordenboek, Deel I, Brussel, 1964
- Sigebert van Gembloux en zijn «De viris illustribus», in: Sacris Erudiri, 1983
- (samen met G. Bartelink) Voordrachten over de heilige Gregorius de Grote, met een keuze uit zijn werken, Brugge, Tabor, 1986
- Een onbekend werk van Sint Eligius?, 1989